# والتر سیسولو
والتر اولیات ماکس سیسولو (به انگلیسی Walter Sisulu)؛ (زاده ۱۸ مه ۱۹۱۲ – درگذشته ۵ مه ۲۰۰۳) عضو کنگره ملی آفریقا، برجسته‌ترین اندیشه پرداز و فعال جنبش ضد آپارتاید آفریقای جنوبی بود.

## زندگی‌نامه
والتر اولیات ماکس سیسولو در هجدهم ماه مه سال ۱۹۱۲ در روستای کوتوبنی Qutubeni در منطقه انگکوبو Engcobo از بخش ترانسکی در آفریقای جنوبی به دنیا آمد. پدر او آقای دیکنسون، دستیار بازپرس سفید بود. او توسط مادر بزرگ و عموی خود بزرگ شد و تنها در زمانی که شش ساله بود با مادرش نقل مکان کرد. او وارد یک مؤسسه میسیونری کلیسای کلدانی شد ولی وقتی عمویش مرد، در پانزده سالگی در حالی که در کلاس ششم بود این مؤسسه را رها کرد. برای حمایت مالی از خانواده اش در ژوهانسبورگ به دنبال کار بود و مجبور شد که در یک کارخانه تولید لبنیات کار کند.
او در سال ۱۹۲۹ برای آیین‌های سنتی خوزا، به ژوهانسبورگ بازگشت و در همین شهر در یک معدن طلا کار کرد. او سپس برای پیوستن به مادرش به کیپ تاون شرقی رفت ولی مادرش در شرق لندن به عنوان یک خدمتکار کاری را پیدا کرده بود. در شرق لندن او با کلمنتس کادالی، رهبر مشهور اتحادیه کارگران صنعتی و تجاری (ICU) آشنا شد. سیسولو بعدها گفت که تجربه‌اش در معادن و ارتباط او با کادالی باعث سیاسی شدن او شده‌است. وی در سال ۱۹۳۳ به ژوهانسبورگ بازگشت. در یک کارخانه بیسکویت سازی کار پیدا کرد و در مرکز اجتماعی بانتو به مدرسه شبانه رفت ولی قبل از رسیدن به کلاس هفتم مدرسه را ترک کرد. او در انجمن مدنی اورلاندو فعال شد و مدیر جامعه برادران اورلاندو، گروه کمک‌های فرهنگی متقابل خوزا شد.

## فعالیت‌ها

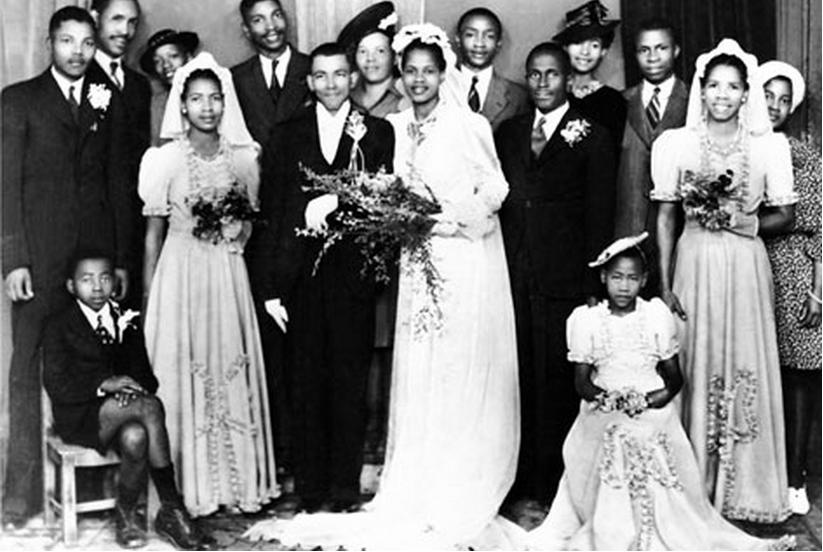
مراسم ازدواج والتر اولیات ماکس سیسولو

والتر سیسولو به همراه نلسون ماندلا و اولیور تامبو سه تن از برجسته‌ترین زمامدارانی بودند که در مبارزه با ضد نزاد پرستی و برای تحقق دموکراسی در آفریقای جنوبی کوشش کردند. وی همراه با نلسون ماندلا و الیور تامبو در سال ۱۹۴۳ اتحادیه جوانان کنگره ملی آفریقا را بنا نهادند. اتحادیه‌ای که به سرعت به سازمانی برای پیکار و مبارزه بدل شد.
سیسولو در سال ۱۹۴۹ رسماً به دبیرکلی کنگره ملی آفریقا برگزیده شد و در ۱۹۶۳ با دفاع پرشور، مستدل و افشاگرانه‌ای که در دادگاه تجدید نظر از خود و همرزمانش به عمل آورد به چهره‌ای آشنا در سطح بین الملی تبدیل شد. وی هم‌بند ماندلا بود و یک سوم از عمر خود را در زندان رژیم نژادپرست آفریقای جنوبی به سر برد و سرانجام در سال ۱۹۸۹ از زندان آزاد شد.
مدت کوتاهی پس از آزادی از جزیره روبن، سیسولو به یک خبرنگار آمریکایی گفت که او نمی‌داند آیا برای دیدن پایان تبعیض نژادی در آفریقای جنوبی زنده خواهد ماند یا نه، ولی او زنده ماند و رؤیاهایی که برای آن‌ها تلاش کرده بود محقق شد. او هشت ماه پس از انتخابات دولت دموکراتیک جدید، تحت ریاست جمهوری نلسون ماندلا فعالیت‌هایش را ادامه داد و در ۱۷ دسامبر سال ۱۹۹۴، بازنشسته شد.

## درگذشت
والتر سیسولو روز دوشنبه ۵ مه ۲۰۰۳ در سن ۹۱ سالگی چشم از جهان فروبست. وی در یک مقبره خانوادگی در قبرستان کروسوس در شهر ژوهانسبورگ به خاک سپرده شد. در مراسم رسمی تشییع جنازهٔ وی مقامات رسمی آفریقای جنوبی شرکت کردند.

نلسون ماندلا که نزدیک به ۶۰ سال با سیسولو همرزم و هم‌بند بود، در مراسم خاکسپاری وی گفت که با مرگ آموزگارش نیمی از وجود خود را از دست داده‌است. ماندلا افزود:
 «من و سیسولو مشترکاً دره مرگ را درنوردیدیم و مشترکاً هم شادی‌های زندگی و لذت آزادی را تجربه کردیم.»

## همچنین بخوانید
- Sisulu, Walter Max; Houser, George M.; Shore, Herb (2001). I Will Go Singing: Walter Sisulu Speaks of His Life and the Struggle for Freedom in South Africa. Robben Island Museum.{{cite book}}:  نگهداری CS1: پیش‌فرض تکرار ref (link)